# N444 (België)
De N444 of Hundelgemsesteenweg begint in Ledeberg (zuiden van de stad Gent) en zorgt voor een verbinding met de Zwalmstreek in de Vlaamse Ardennen via Merelbeke en Gavere. Ten noorden van de Ringvaart is het een gewone steenweg, vanaf de op- en afrit van R4-Binnenring een gewestweg in België. De route heeft een lengte van ongeveer 15 kilometer.
Verder zuidwaarts situerend tussen Baaigem en Beerlegem krijgt de weg het nummer N415.